# Премьер (балет)
Премье́р (от фр. premier [danseur] — «первый [танцовщик]») — ведущий солист балета, исполняющий главные партии в спектаклях балетной труппы; танцовщик высшей категории.
Звание премьера — высший профессиональный статус солиста балета в балетной труппе, имеющей иерархию по рангу. Исключение составляет Парижская Опера, где в 1938 году было официально введено ещё более высокое звание — «этуаль» (от фр. étoile — «звезда»), первым среди мужчин его получил Серж Перетти в 1941 году. До того момента согласно иерархии, введённой в 1803 году балетмейстером Ж.-Ж. Новерром, первый танцовщик Оперы назывался «премьер-сюжетом» (первым сюжетом, фр. premier sujet), позднее — «сюжетом-звездой» (фр. sujet étoile).
Первым танцовщиком-премьером в истории балета был Пьер Бошан — солист балета Королевской академии музыки, созданной в 1669 году королём Людовиком XIV (танцевал с 1673 по 1687 год).
В англоязычных странах звание первого танцовщика обычно обозначается не французским словом «премьер», а английским principal dancer — «главный (ведущий) танцовщик».
Для обозначения первых танцовщиц используется термин прима-балерина.